# فرن‌راک (فیلادلفیا)
فرن‌راک (به انگلیسی: Fern Rock) یک منطقهٔ مسکونی در ایالات متحده آمریکا است که در فیلادلفیا واقع شده‌است. این محل در قسمت فوقانی فیلادلفیا شمالی، در ایالت پنسیلوانیا است که از شرق با اولنی، از غرب به اوگونتز، از جنوب به لوگان و از شمال به اوت ایست محدود می‌شود. محدوده این محل تقریباً بین خیابان واید، جاده تابور، خیابان ۷، خیابان گادفری و پارک فیشر واقع شده‌است. فرن راک با نقاطی که هم‌مرز است عبارتند ز خیابان براد، لوگان در خیابان اولنی، خیابان اوک شرقی در خیابان گادفری و خیابان اولنی در محدوده ریل قطار.
پایانه شمالی مترو به خیابان براد منتهی می‌شود و مدخل فرن راک در مرکز حمل و نقل فرن راک واقع شده‌است. سه خط راه‌آهن منطقه‌ای سپتا نیز از طریق این ایستگاه عبور می‌کنند.
کالج اپتومتری پنسیلوانیا در بلوک ۱۲۰۰ خیابان گادفری غربی واقع شده‌است.
این منطقه ترکیبی از خانه‌های ردیفی به سبک دهه ۱۹۲۰ است، چند ساختمان آپارتمانی بلند در نزدیکی یورک و چلتن، برخی از خانه‌های دوقلو و مجرد قدیمی، به ویژه در نزدیکی خیابان ۱۳ و خیابان اسپنسر، که قبلاً به عنوان گرین لاین شناخته می‌شد، به همراه نوارهای تجاری مختلف. در امتداد خیابان براد، خیابان اولنی در خیابان براد و اطراف آن، و بلوک ۵۷۰۰–۵۹۰۰ جاده اولد یورک می‌باشد.